# Episodi di ALF (quarta stagione)
La quarta stagione della serie televisiva ALF è stata trasmessa in prima visione negli Stati Uniti dal 18 settembre 1989 al 24 maggio 1990. In Italia, gli episodi sono stati trasmessi su Raidue nell'estate del 1991.
| n° | Titolo originale                         | Titolo italiano                     | Prima TV USA      | Prima TV Italia   |
| -- | ---------------------------------------- | ----------------------------------- | ----------------- | ----------------- |
| 1  | Baby, Come Back                          | Alf baby-sitter                     | 18 settembre 1989 | 31 agosto 1991    |
| 2  | Lies                                     | Bugie cosmiche                      | 25 settembre 1989 | 1º settembre 1991 |
| 3  | Wanted: Dead or Alive                    | Il ricercato                        | 2 ottobre 1989    | 2 settembre 1991  |
| 4  | We're in the Money                       | Un alieno di talento                | 9 ottobre 1989    | 3 settembre 1991  |
| 5  | Mind Games                               | L'analista di famiglia              | 16 ottobre 1989   | 4 settembre 1991  |
| 6  | Hooked on a Feeling                      | Nostalgia di casa                   | 23 ottobre 1989   | 5 settembre 1991  |
| 7  | He Ain't Heavy, He's Willie's Brother    | Il fratello di Willie               | 30 ottobre 1989   | 6 settembre 1991  |
| 8  | The First Time Ever I Saw Your Face      | La prima volta che ti ho incontrato | 6 novembre 1989   | 7 settembre 1991  |
| 9  | Live and Let Die                         | Vivi e lascia morire                | 13 novembre 1989  | 8 settembre 1991  |
| 10 | Break Up to Make Up                      | Separarsi per riunirsi              | 20 novembre 1989  | 9 settembre 1991  |
| 11 | Happy Together                           | Felicemente insieme                 | 27 novembre 1989  | 10 settembre 1991 |
| 12 | Fever                                    | Febbre                              | 4 dicembre 1989   | 11 settembre 1991 |
| 13 | It's My Party                            | La Festa hawayana                   | 11 dicembre 1989  | 12 settembre 1991 |
| 14 | Make 'Em Laugh                           | Il sogno di Alf                     | 8 gennaio 1990    | 13 settembre 1991 |
| 15 | Love on the Rocks                        | Matrimonio a Las Vegas              | 15 gennaio 1990   | 14 settembre 1991 |
| 16 | True Colors                              | Nascita di un artista               | 22 gennaio 1990   | 15 settembre 1991 |
| 17 | Gimme That Old Time Religion             | La religione di Alf                 | 29 gennaio 1990   | 16 settembre 1991 |
| 18 | Future's So Bright, I Gotta Whear Shades | Gli incubi di Alf                   | 5 febbraio 1990   | 17 settembre 1991 |
| 19 | When I'm 64                              | Villa Tramonto                      | 12 febbraio 1990  | 18 settembre 1991 |
| 20 | Mr. Sandman                              | Il tesoro di nonno Silas            | 19 febbraio 1990  | 19 settembre 1991 |
| 21 | Stayin' Alive                            | Sopravvivere                        | 26 febbraio 1990  | 20 settembre 1991 |
| 22 | Hungry Like the Wolf                     | Una fame da lupo                    | 3 marzo 1990      | 22 settembre 1991 |
| 23 | I Gotta Be Me                            | La scelta di Lynn                   | 10 marzo 1990     | 23 settembre 1991 |
| 24 | Consider Me Gone                         | Partire o restare                   | 24 marzo 1990     | 24 settembre 1991 |